# Cabinet Bergner
Land de Saxe-Anhalt
Münch Höppner I
Le cabinet Bergner (Kabinett Bergner, en allemand) est le gouvernement du Land de Saxe-Anhalt entre le 15 décembre 1993 et le 21 juillet 1994, durant la première législature du Landtag.

## Coalition et historique
Dirigé par le nouveau ministre-président chrétien-démocrate Christoph Bergner, il est soutenu par une « coalition noire-jaune » entre l'Union chrétienne-démocrate d'Allemagne (CDU) et le Parti libéral-démocrate (FDP), qui disposent ensemble de 62 députés sur 106 au Landtag, soit 58,5 % des sièges.
Il succède au cabinet de Werner Münch, soutenu par une coalition identique mais contraint de démissionner le 28 novembre 1993, à la suite des révélations sur le salaire, très élevé, du ministre-président.
Après les élections législatives régionales du 26 juin 1994, la gauche remporte la majorité des sièges. Le social-démocrate Reinhard Höppner négocie alors la formation d'une coalition avec les Verts, tolérée par les anciens communistes. Il prend la direction du Land le 21 juillet suivant.

## Composition

### Initiale
| Fonction                                                                              | Nom | Nom               | Parti |
| ------------------------------------------------------------------------------------- | --- | ----------------- | ----- |
| Ministre-président                                                                    |     | Christoph Bergner | CDU   |
| Vice-ministre-président Ministre de l'Environnement et de la Protection de la nature  |     | Wolfgang Rauls    | FDP   |
| Ministre de l'Intérieur Ministre de la Justice, des Affaires fédérales et européennes |     | Walter Remmers    | CDU   |
| Ministre des Finances                                                                 |     | Joachim Kupfer    | CDU   |
| Ministre de l'Économie, de la Technologie et des Transports                           |     | Rainhard Lukowitz | CDU   |
| Ministre du Travail et des Affaires sociales                                          |     | Wolfgang Böhmer   | CDU   |
| Ministre de l'Alimentation, de l'Agriculture et des Forêts                            |     | Petra Wernicke    | CDU   |
| Ministre de l'Éducation                                                               |     | Reiner Schomburg  | CDU   |
| Ministre de la Science et de la Recherche                                             |     | Rolf Frick        | FDP   |
| Ministre de l'Aménagement du territoire, de l'Urbanisme et du Logement                |     | Karl-Heinz Daehre | CDU   |